# 西陸橋
西陸橋（にしりっきょう）は、かつて岐阜県岐阜市に架かっていた岐阜県道151号岐阜羽島線（開設時は岐阜柳津線）の跨線橋。JR東海道本線をまたいでいる橋梁であった。
岐阜駅の西に位置し、旧貨物駅（岐阜駅の一部の扱い、現在は岐阜貨物ターミナル駅に移転）の東に存在した。
岐阜市内中心部で東海道本線を跨ぐ跨線橋は、この西陸橋と東陸橋があり、かつては岐阜バスの行先表示幕にも経由地（バス停名ではない）として表示されるなど、岐阜市民の道路の目印となっていた。

## 概況
- 開通したのは戦後間もない頃である。資材不足のため地盤を築くさいに、岐阜空襲によって発生した瓦礫などを使用した。そのこともあり、1997年（平成9年）に西陸橋の解体作業にて、大量の破壊された日用品、瓦などが見つかっている。これらの一部は岐阜市平和資料室に保管展示されている。
- 全長180 m。開通当初は片側1車線であったが、1971年（昭和46年）頃に片側2車線（一部3車線）化されている。また、東海道本線を南北に跨ぐ跨線橋であるが、拡張工事のさい、北側の東側（橋本町）からの坂が設置された。
- 1997年（平成9年）岐阜駅周辺の高架化工事により解体撤去され、道路は平面化された。

## 現在
- 痕跡は全く残っていないが、現在は岐阜西通りの東海道本線をくぐるところが跡地である。
- 岐阜駅の旧貨物駅跡は、商業施設（オーキッドパーク）などに再開発されている。
- 岐阜西通りの名があるが、現在も旧西陸橋の名でも通用することもある。

## その他
- 現在の岐阜バスでの系統記号・番号がWに該当する路線（岐阜聖徳学園大学線・おぶさ墨俣線など）が、かつて西陸橋を経由していた路線である。